# 10213 Коуколік
10213 Коуколік (10213 Koukolik) — астероїд головного поясу, відкритий 10 вересня 1997 року.
Тіссеранів параметр щодо Юпітера — 3,447.